# Constantí III de Lacon
Constantí III de Lacon, possible fill d'Itocor de Gunale, apareix com a jutge de Gallura el 1146, i continua essent esmentat fins al 1161, però probablement va viure un deu o dotze anys més. Durant un temps fou enderrocat i es va refugiar amb els seus parents d'Arborea i durant la seva absència va governar Constantí II Spanu. Es va casar amb Elena de Lacon, filla de Comit III d'Arborea, la qual va morir després del 1146, i en segones noces amb Sardínia (testimoniada com a vivent el 1161). Va deixar un fill de nom Barisó I de Lacon i una filla de nom desconegut esmentada el 1161. Va morir abans de 1173.